# Butile
In chimica organica, il butile (simbolo generico: Bu) è un gruppo funzionale alchilico a quattro atomi di carbonio, avente formula -C4H9. L'alcano corrispondente, dal quale si ricava sottraendo un atomo di idrogeno, è il butano.
A tale nome corrispondono diverse forme isomere, di cui una lineare e le altre ramificate:
- n-butile (n-Bu): CH3–CH2–CH2–CH2– (nome sistematico: butile);
- sec-butile (s-Bu): CH3–CH2–CH(CH3)– (nome sistematico: 1-metilpropile);
- isobutile (i-Bu): (CH3)2CH–CH2– (nome sistematico: 2-metilpropile);
- terz-butile (t-Bu): (CH3)3C– (nome sistematico: 1,1-dimetiletile).

Dal ciclobutano ha invece origine il ciclobutile, gruppo ciclico a 4 atomi di carbonio con formula -C4H7.
Il gruppo terz-butile è il butile più ingombrante e può spesso presentare un elevato impedimento sterico nei confronti dell'atomo o gruppo a cui è legato ed è anche quello caratterizzato dalla maggiore stabilità del suo carbocatione e del suo radicale.

## Nomenclatura
| Formula di struttura | Nome comune | Nome sistematico | Nome IUPAC       | Notazione alternativa |
|                      | n-butile    | butile           | butile           | butan-1-ile           |
|                      | isobutile   | isobutile        | 2-metilpropile   | 2-metilpropan-1-ile   |
|                      | sec-butile  | sec-butile       | 1-metilpropile   | butan-2-ile           |
|                      | terz-butile | terz-butile      | 1,1-dimetiletile | 2-metilpropan-2-ile   |
|                      | ciclobutile | ciclobutile      | ciclobutile      | ciclobutile           |

Il prefisso n (da "normal") indica la catena lineare, mentre i prefissi sec (da "secondario") e terz (da "terziario") indicano il numero di ramificazioni che hanno origine dal carbonio 1. Il prefisso iso deriva da "isomero".
La lettera R nella formula di struttura indica la restante parte della molecola alla quale è legato il butile.